# 長東山
69°12′S 39°40′E / 69.200°S 39.667°E
長東山，是南極洲的山峰，位於毛德皇后地的哈拉爾王子海岸，處於朗霍夫德山北端，海拔高度350米，根據挪威探險隊拍攝的空中照片繪入地圖，現時由南極條約體系管理。